# زنبور زنجره‌کش استرالیایی
زنبور زنجره‌کش استرالیایی (نام علمی سرده:Exeirus lateritius) (نام علمی گونه:Exeirus) تنها گونه موجود در سرده Exeirus می باشد. زنبوری شکارچی اجتماعی است که بیشتر در سطح زمین زندگی می کند.